# Rõuge
Rõuge är en ort i Estland. Den ligger i Rõuge kommun och landskapet Võrumaa, i den södra delen av landet, 230 km sydost om huvudstaden Tallinn. Rõuge ligger 133 meter över havet och antalet invånare är 442.
Terrängen runt Rõuge är platt. Runt Rõuge är det mycket glesbefolkat, med 7 invånare per kvadratkilometer. Närmaste större samhälle är Võru, 13,5 km nordost om Rõuge. I omgivningarna runt Rõuge växer i huvudsak blandskog.